# Lothar Spiegelberg
Lothar Spiegelberg (* 24. Oktober 1939 in Freystadt oder Berlin) ist ein ehemaliger deutscher Radrennfahrer und nationaler Meister im Radsport.

## Sportliche Laufbahn
Spiegelberg war im Bahnradsport aktiv. Er war Teilnehmer in der gesamtdeutschen Mannschaft der Olympischen Sommerspiele 1964 in Tokio. Dort wurde er in der Einerverfolgung auf dem 5. Platz klassiert.
Als Amateur wurde er 1963 vor Klaus May nationaler Meister in der Einerverfolgung. 1964 wurde er Vize-Meister in dieser Disziplin hinter Lothar Claesges. 1961 hatte er den dritten Platz belegt. Einen weiteren Titel holte Spiegelberg 1964, als er mit Günther Stolp die Meisterschaft im Zweier-Mannschaftsfahren vor Karl Link und Hans Mangold gewann.